# Municipio de Cherry (condado de Butler)
El municipio de Cherry (en inglés: Cherry Township) es un municipio ubicado en el condado de Butler en el estado estadounidense de Pensilvania. En el año 2000 tenía una población de 1.053 habitantes y una densidad poblacional de 15.7 personas por km².

## Geografía
El municipio de Cherry se encuentra ubicado en las coordenadas 41°03′46″N 79°55′18″O / 41.06278, -79.92167.

## Demografía
Según la Oficina del Censo en 2000 los ingresos medios por hogar en la localidad eran de $36,615 y los ingresos medios por familia eran $41,000. Los hombres tenían unos ingresos medios de $33,750 frente a los $21,731 para las mujeres. La renta per cápita para la localidad era de $14,288. Alrededor del 10,4% de la población estaban por debajo del umbral de pobreza.